# Parti Rhinocéros
Der Parti Rhinocéros (frz. für Rhinozerospartei; engl. Rhinoceros Party; kurz Rhino) war von 1963 bis 1993 eine eingetragene politische Partei in Kanada, die zunächst vor allem in Québec antrat. Ziel der Partei waren politische Satire und die Lächerlichmachung der Machthaber, und sie stellte kurios-absurde Forderungen und Wahlversprechen zur Unterhaltung der Öffentlichkeit auf. Ihr selbsterklärter Grundsatz war das Wahlversprechen, keins der eigenen Wahlversprechen zu halten. 1980 kündigte die Partei zudem an, falls sie jemals eine Wahl gewinnen sollte, sich sofort aufzulösen und Neuwahlen zu erzwingen – die Parteimitglieder fänden Wahlen so unterhaltsam, dass sie sie ständig abhalten wollten.
Die Partei gewann zeit ihres Bestehens kein einziges Mandat. Ihre besten Ergebnisse waren 1980 der zweithöchste Stimmenanteil in zwei Wahlkreisen und 1984 das insgesamt vierthöchste Abschneiden auf Bundesebene. 1988 hatte die Partei etwa 33.000 Mitglieder in Kanada, über 1.000 Mitglieder in den USA sowie Unterstützer in Belgien, Frankreich und den Niederlanden; Mitgliedschaften waren auf Lebenszeit für 5 Dollar erhältlich.
Die Rhinozerospartei unterhielt nach eigenen Angaben ein formales Bündnis mit der britischen Official Monster Raving Loony Party.

## Logo und Wahlspruch
Die Partei sah sich als geistiger Erbe der brasilianischen Partido Cacareco (port.: Cacarecopartei), die 1958 aus Protest gegen die übrigen Kandidaten das Nashornweibchen Cacareco des örtlichen Zoos für die Stadtratswahlen von São Paulo aufgestellt hatte; Cacareco gewann mit Abstand die meisten Stimmen (fast 100.000). Die kanadische Partei wählte nach dem brasilianischen Vorbild das Nashorn Cornelius I. aus dem Granby Zoo nahe Montreal als Vorsitzenden. Ein Nashorn sei, so erklärte die Partei, ein optimales Symbol, weil es ebenso wie Politiker eine dicke Haut habe, schwer von Begriff sei, sich langsam bewege, aber bei Gefahr sehr schnell werden könne. In den 1980er Jahren bezeichnete der Wahlkampfleiter (campaign manager) Charlie McKenzie Nashörner als Prototyp eines Politikers: „kurzsichtig, grau, dickhäutig, und es suhlt sich gerne im Dreck.“ Als Logo benutzte die Partei den berühmten Nashorn-Holzschnitt von Albrecht Dürer, gekrönt von dem ironischen Spruch D’une mare à l’autre (frz. für „von einem Tümpel zum anderen“); die Worte spielen auf Kanadas ähnlich klingendes lateinisches Motto a mari usque ad mare („von einem Meer zum anderen“) an.

## Politische Ansichten
Die Rhinozerospartei entwickelte und verbreitete ihre Ansichten und Wahlsprüche einerseits auf nationaler Ebene, andererseits ließ sie auch den einzelnen Kandidaten Raum, auf regionaler Ebene ihre eigenen Ideen und Slogans einzusetzen. So verteilte Penny Hoar (1952–1997), eine unregistrierte Rhinozeroskandidatin, die sich für geschützten Sex einsetzte, 1993 in Toronto Kondome unter dem Slogan „Politiker betrügen – schützen Sie sich“ (im engl. Original deutlichere sexuelle Anspielung: Politicians screw you – protect yourself). Der Kandidat Ted „not too“ Sharp (engl. für: Ted „nicht zu“ Intelligent) plante unter anderem, zur Stärkung von Kanadas Militär die Antarktis in den nördlichen Polarkreis zu ziehen, damit Kanada anschließend die gesamte Kälte der Welt kontrolliere; bei Ausbruch des nächsten Kalten Krieges sei das Land dann unschlagbar.
Auch sonst waren die Wahlversprechen der Rhinozerospartei von Humor geprägt. Dazu gehörten:
- Widerruf des physikalischen Gesetzes der Schwerkraft (1984 durch Kandidat Richard „the Troll“ Schaller)[13][14][15]
- Bereitstellung höherer Bildung durch den Bau höherer Schulgebäude (engl. provide higher education by building taller schools)[16]
- Einführung von Englisch, Französisch und Analphabetismus als Kanadas drei offizielle Landessprachen[16]
- Schaffung des weltgrößten Parkplatzes durch Asphaltierung der Provinz Manitoba[15]
- Einebnung der Rocky Mountains, damit die Einwohner von Alberta den Sonnenuntergang über dem Pazifik sehen könnten[15]
- Aufstauung des Sankt-Lorenz-Stroms, um Montreal zum Venedig von Nordamerika zu machen[8]
- Abschaffung der Umwelt, weil es so schwer sei, sie sauber zu halten, und sie so viel Platz verbrauche[16]
- Annexion der Vereinigten Staaten als drittes kanadisches Territorium nach dem Yukon und den Northwest Territories (Nunavut existierte noch nicht), um den ausländischen Einfluss auf Kanadas natürliche Ressourcen auszuschalten[17]
- Ende der Kriminalität durch Abschaffung aller Gesetze[18]
- Einstellung von mehr Militärkapellen, um Kanadas NATO-Verpflichtungen nachzukommen[19]
- Allmähliche Einführung des Linksverkehrs über fünf Jahre: Anfangs sollten nur große Lastwagen und Traktoren links fahren, später auch Busse und schließlich selbst kleinere Autos und Fahrradfahrer[20]
- Abzahlung der kanadischen Staatsschulden per Kreditkarte (Kandidat Richard „the Troll“ Schaller)[21]
- Verringerung des Energieverbrauchs durch ein Gesetz, das einen niedrigeren Siedepunkt für Wasser vorschreibt[10]
- Kriegserklärung an Belgien, weil die belgische Comicfigur Tim (aus Tim und Struppi) im Band Tim im Kongo ein Nashorn tötet (in der Originalversion sprengt Tim ein lebendes Nashorn in die Luft, was in deutschen Ausgaben bis 2007 jedoch meist durch ein Missgeschick des Nashorns ersetzt wurde. Der Krieg würde abgesagt, falls Belgien Miesmuscheln und einen Kasten belgisches Bier zum Hauptquartier der Rhinozerospartei in Montreal brächte – was die belgische Botschaft in Ottawa wirklich in die Tat umsetzte.)[22]
- Anstrich der 400-km-Grenze für den kanadischen Hochsee-Fischfang in Wasserfarbe, damit kanadische Fische stets wüssten, wo sie sich befänden[8]
- Verbot der (wegen ihrer Kälte gefürchteten) kanadischen Winter[16]
- Umwandlung des Trans-Canada Highway in eine Einbahnstraße[23]
- Umtausch von Kanadas Währung in Kaugummi,[24] damit man Inflation (wörtlich: Aufblähen) und Deflation (wörtlich: Luftablassen) je nach Wunsch regeln könnte
- Spende eines kostenfreien Nashorns an jeden aufstrebenden Künstler in Kanada[17]
- Zählung der Thousand Islands, um zu prüfen, ob die US-Amerikaner einige gestohlen hätten[25]

Michel Rivard nutzte einmal die kostenfreie Werbezeit im Fernsehen, die der Rhinozerospartei wie allen anderen politischen Parteien zustand, um zu verkünden: „Ich habe Ihnen nur zwei Dinge zu sagen: Sellerie und Bürgersteig. Vielen Dank, gute Nacht.“

## Parteigeschichte und bekannte Mitglieder

### Gründung und Anfangsjahre
Die Rhinozerospartei wurde 1963 vom Arzt und Autor Jacques Ferron (1921–1985) gegründet, der 1969 außerdem der seriösen Parti Québécois beitrat. Das spätere US-amerikanische Parteimitglied Bill „Spaceman“ Lee erklärte ein Vierteljahrhundert später, eine Gruppe Professoren der Universität Montreal habe die Idee der Partei gehabt, als Satire auf die bestehenden Parteien von Québec; die Gruppe habe die Absurdität des „Systems“ gesehen, in dem alle Fragen im Ja-/Nein-Format gestellt würden, ohne die Möglichkeit einer Grauzone.
In ihrer Frühzeit stellten vor allem französischsprachige Bürger von Québec die Parteimitglieder. Zu dieser Zeit ernannte die Partei ihr einziges Mitglied, das nur Englisch (und kein Französisch) sprach, als offiziellen Übersetzer.
In den kanadischen Wahlen auf Bundesebene traten Parteigründer Ferron (1979), der Dichter Gaston Miron (1972) und der Sänger Michel Rivard (1980) in Montreal an, dem Wahlkreis des kanadischen Premierministers Pierre Trudeau. Spätere Parteimitglieder bezeichneten sich nach Groucho Marx und John Lennon als Marxist-Lennonisten, eine Parodie auf Marxist-Leninisten, die bereits 1969 in ähnlicher Form von der US-amerikanischen Komikergruppe The Firesign Teatre benutzt worden war.
Aufgrund ihrer absurden Wahlversprechen (siehe oben) und der politischen Ausrichtung einiger Mitglieder, die die Unabhängigkeit Québecs oder Kommunismus befürworteten, soll die Partei von 1971 bis 1984 von der Royal Canadian Mounted Police überwacht worden sein. Die Akten der RCMP wurden allerdings nicht vollständig freigegeben, weil das angeblich die Verteidigungsfähigkeit von Kanada bedrohen und die Entdeckung „subversiver oder feindlicher Aktivitäten“ erschweren würde.
In den frühen 1980er Jahren feierte die Partei ihre größten Wahlerfolge und wurde 1984 viertgrößte kanadische Partei auf Bundesebene (siehe unten). Zugleich ging die Partei durch eine Krise, als 1981 der Zoo ihren Vorsitzenden Cornelius I. gegen eine Giraffe an den San Diego Wild Animal Park in San Diego (Kalifornien) tauschte. 1984 sprach Charlie McKenzie bei der US-Botschaft in Ottawa für die „Freilassung“ des Nashorns vor, wurde aber nicht bis zum Botschafter vorgelassen. Besonderer Grund zur Besorgnis war der Tod von Cornelius’ Gefährtin Stella, den McKenzie auf KGB-Aktivitäten zurückführte. Cornelius wurde dennoch nicht an Kanada zurückgegeben.
1984 erhielt die Partei offiziellen Status in Kanada, was unter anderem zu kostenfreien Fernsehwerbe-Zeiten berechtigt. Ein Jahr später starb Parteigründer Ferron. Eine Woche später, am 30. April 1984, verkündete die Partei ihre Auflösung; Jahre zuvor sei angeblich entschieden worden, die Partei solle nicht ihren Gründer überleben. Tatsächlich bestand die Partei aber fort.

### US-Präsidentschaftswahlen
In den folgenden Jahren wurde nach Angaben Charlie McKenzie, der ab 1988 die Partei leiten würde, angeblich mit Bitten von US-Amerikanern überschüttet, die Partei auch im Nachbarland einzuführen. Bereits 1980 hatten sich die Parteimitglieder auf einer Versammlung in ihrem Hauptquartier (engl. hindquarters) in Montreal dafür entschieden, den als Hobo bekannten US-Amerikaner „Steam Train Maury“ Graham als US-Präsidentschaftskandidat gegen Ronald Reagan zu nominieren; Graham war zwar 82-jährig (per Bus, nicht per Zug) nach Montreal gekommen, hatte die Nominierung jedoch abgelehnt. 1987 kündigte nun der bekannte US-amerikanische ehemalige professionelle Baseball-Werfer Bill Lee an, im folgenden Jahr für die Rhinozerospartei als US-Präsidentschaftskandidat anzutreten. Die Unterstützung von Charlie McKenzie hatte er; als Vizepräsidentschaftskandidat wurde (ohne dessen je erfolgte Zustimmung) Hunter S. Thompson aufgestellt, weil er mehr als jeder andere über „vice“ (engl. für: „Vize“, aber auch „Laster“) wisse. Am 16. März 1988 gewann Lee die Vorwahl der Rhinozerospartei für den US-Bundesstaat New Hampshire; sie wurde in Burlington im benachbarten Bundesstaat Vermont abgehalten, laut McKenzie weil Vermont noch nie eine Vorwahl für New Hampshire gehabt habe. Zu diesem Zeitpunkt hatte die Partei in den USA landesweit etwa 1.100 Mitglieder, gegenüber etwa 33.000 in Kanada. Weitere Vorwahlen waren für die Staaten Massachusetts (Anfang April in einem Nachtklub in Cambridge), Pennsylvania und Iowa geplant. Im Gegensatz zur kanadischen Mutterpartei wurden Lees Wahlkampf und Kandidatur allerdings nicht offiziell anerkannt.

### Ende der Rhinozerospartei
1990 trat die Rhinozerospartei zum letzten Mal bei einer Nachwahl (by-election) an. Für die kanadische Unterhauswahl 1993 wurden neue Regelungen (Erweiterung des Canada Elections Act durch Bill C-114) eingeführt, denen zufolge Kandidaten in mindestens 50 Wahlkreisen anzutreten und 1.000 (zuvor: 200) kanadische Dollar pro Kandidatur pro Wahlkreis zu entrichten haben. Die Rhinozerospartei kündigte Anfang September an, sich aus Protest aus dem Verzeichnis der politischen Parteien Kanadas (engl. Registry of Canadian Political Parties) streichen zu lassen.
Die Rhinozerospartei blieb der Wahl tatsächlich fern. Daraufhin ließ Jean-Pierre Kingsley, der von 1990 bis 2007 den Posten innehatte, Kanadas Wahlen zu beaufsichtigen (engl. Chief Electoral Officer), die Partei am 23. September 1993 aus dem Verzeichnis der politischen Parteien Kanadas streichen. Aufgrund der verschärften Gesetzeslage war die Rhinozerospartei – ebenso wie viele kleinere Parteien, die ebenfalls an den Kandidatenhürden gescheitert waren – daraufhin auch verpflichtet, ihre Vermögen und Einnahmen an eine staatliche Stelle (Revenue Canada) zu zahlen. Nach Angaben von Charlie McKenzie aus dem Jahr 1997 hatte er das Vermögen der Partei noch nicht gezahlt und hatte auch nicht vor, das noch zu tun. Kingsley sei bisher aber nicht rechtlich gegen ihn vorgegangen. Ebenfalls laut McKenzies Angaben befinde sich die Rhinozerospartei damit rechtlich noch in der Schwebe, da die Löschung aus der offiziellen Parteienliste aufgrund einer Gesetzeslücke eigentlich erst dann erfolge, wenn das Vermögen der Partei eingereicht sei.

### Politische Nachfolger
Das ehemalige Rhinzerosparteimitglied François Gourd gründete die politische Bewegung entartistes, die in den 1990er Jahren Politikergesichter mit Cremetorten traktierte. Andere ehemalige Rhinos gründeten die Parti citron (frz.: Zitronenpartei), die eine ähnliche Ausrichtung wie die Rhinozerospartei verfolgt. Mehrere unabhängige Kandidaten haben seit der De-facto-Auflösung der Rhinozerospartei behauptet, für die Partei anzutreten.
Außerdem gab es verschiedentlich Bemühungen um Neugründungen der Rhinozerospartei. Für die Wahl der Legislativversammlung von British Columbia 2001 versuchte das Brian Salmi. Über mehrere humorvolle Aktionen der Gruppe um Salmi wurde in den Medien berichtet, aber es erschienen auf den Wahllisten letztlich nur zwei Kandidaten, für die Wahlkreise Vancouver-Mount Pleasant und Vancouver-Burrard. Kurz darauf löste sich die Partei wieder auf. Nachdem Salmi seinen Namen zu Satan geändert hatte, verklagte er seine Regierung 2007 im Rechtsstreit Satan vs. Her Majesty The Queen („Satan gegen Ihre Majestät die Königin“) auf 50 Millionen Dollar Schadensersatz wegen des 1993 eingeführten Wahlgesetzes, das zur Auflösung der Rhinozerospartei geführt hatte. Das Gericht wies die Klage ab, zumal die strittige Regelung schon 2004 aufgeweicht worden war.
Bereits 2006 war die Nachfolgepartei NeoRhino Party gegründet worden, um den Geist der Rhinozerospartei wiederzubeleben. Den Namensbestandteil „Neo“ (griechisch: neu) trägt sie angeblich nach dem Titelcharakter der Matrix-Filme, der sich nicht an Regeln des Systems halte. Neben Humor möchten die Neorhinos auch ein Forum für politisch linke Diskussionen bieten. Ihre bis zu sieben Kandidaten aus Québec konnten bei den ersten zwei Wahlen jedoch nicht an die Erfolge der Rhinozerospartei anknüpfen: Bei den Nachwahlen 2007 traten drei Kandidaten an und gewannen in ihren jeweiligen Wahlkreisen 0,4 bis 1,6 % der Stimmen. Eine Teilnahme an der allgemeinen Wahl 2008 mit sieben Kandidaten – allesamt in Québec – führte nur zu einem Gewinn von 0,02 % der Wählerstimmen.

## Wahlergebnisse
Die Rhinozerospartei gewann nie einen Sitz im kanadischen Parlament. In einigen Wahlkreisen schnitten sie jedoch, wenn andere Parteien schwächelten, relativ gut ab. 1980 erhielten zwei Rhino-Kandidaten sogar die zweithöchste Stimmenzahl in ihren Wahlkreisen. Sie schlugen damit die Kandidaten der Neuen Demokratischen Partei (NDP) und der progressiv-konservativen Partei Kanadas (PC) und unterlagen nur den deutlich gewinnenden Kandidaten der Liberalen Partei Kanadas: In Laurier erreichte die hauptberuflich als Komikerin und Clown arbeitende Kandidatin Sonia „chatouille“ Côté mit 12,6 % das zweitbeste Ergebnis. Im Wahlkreis Langelier musste sich der freiberufliche Journalist Jean Obelix Lefebvre mit 8,1 % (2.813 Stimmen) – und nur zwei Stimmen Vorsprung vor dem NDP-Kandidaten – ebenfalls nur dem liberalen Kandidaten geschlagen geben. Die Liberalen gewannen in den beiden Wahlkreisen Stimmenanteile von 66,7 bzw. 71,5 %.
Bei der Unterhauswahl zum 33. kanadischen Parlament erzielte die Partei 1984 mit 0,79 % der Stimmen landesweit das viertbeste Ergebnis und schlug damit unter anderem eine Separatistenpartei aus Québec und die 1983 gegründete Grüne Partei Kanadas. Die folgende Tabelle zeigt die Wahlergebnisse in allen kanadischen Unterhauswahlen, an denen die Rhinozerospartei teilgenommen hat:
| Wahlen   | Anzahl nominierter Kandidaten | Anzahl gewonnener Sitze | Anzahl Stimmen | Stimmenanteil | Stimmenanteil in Wahlkreisen, in denen die Partei antrat |
| -------- | ----------------------------- | ----------------------- | -------------- | ------------- | -------------------------------------------------------- |
| 1965     | 1                             | 0                       | 321            | 0,0 %         |                                                          |
| 1968     | 2                             | 0                       | 5.802          | 0,07 %        |                                                          |
| 1972 (*) | 1                             | 0                       | 1.565          | 0,02 %        |                                                          |
| 1979     | 63                            | 0                       | 62.601         | 0,55 %        | 2,32 %                                                   |
| 1980     | 120                           | 0                       | 110.286        | 1,01 %        | 2,43 %                                                   |
| 1984     | 88                            | 0                       | 98.171         | 0,78 %        | 2,39 %                                                   |
| 1988     | 74                            | 0                       | 52.173         | 0,40 %        | 1,47 %                                                   |

(*) Hinweis:
Zur Wahl 1972 trat die Rhinozerospartei mit 12 (weiteren) Kandidaten an. Sie war allerdings auf Bundesebene nicht als eingetragene Partei anerkannt, weswegen ihre Kandidaten offiziell als unabhängige Kandidaten antraten.